# Aizobius
Aizobius – rodzaj chrząszczy z rodziny pędrusiowatych i plemienia Aplemonini. Obejmuje trzy opisane gatunki. Zamieszkują Europę, palearktyczną Azję i Afrykę Północną.

## Morfologia
Chrząszcze o ciele długości od 1,8 do 3,2 mm, u samic zwykle większym niż u samców. Ubarwienie mają błyszcząco czarne, niekiedy z metalicznym połyskiem na pokrywach. Oskórek porastają słabo widoczne włoski, na międzyrzędach pokryw tworzące po jednym lub dwóch szeregach.
Głowę cechują: płaskie czoło z pięcioma punktowanymi bruzdami, okrągłe oczy sklepione w stopniu bardzo słabym do przeciętnego, sięgające do środka ich długości i średnio wysokie kile podoczne oraz osadzone między 0,3 a 0,4 długości ryjka czułki o podługowato-owalnych, od 1,7 do 1,9 raza dłuższych niż szerszych buławkach. W widoku bocznym ryjek ma zakrzywioną krawędź grzbietową i prostą krawędź spodnią. Rowki na jego spodzie są niezbyt głębokie. Długość ryjka u samca wynosi od 1,04 do 1,08 długości przedplecza, a u samicy od 1,14 do 1,18 długości przedplecza.
Przedplecze jest mniej więcej tak szerokie jak długie lub szersze niż dłuższe, najszersze pośrodku, o prostej tylnej krawędzi oraz głęboko i gęsto punktowanej powierzchni z lancetowatym dołkiem przedtarczkowym. 
Niewielka, płaska, naga tarczka ma okrągławy kształt. Podługowato-owalne, tuż za środkiem najszersze pokrywy mają szczątkowo wykształcone barki, płaskawe do słabo sklepionych międzyrzędy i wąskie rzędy, pozbawione są wyspecjalizowanych szczecinek. Biodra środkowej pary stykają się ze sobą. Wyrostek zapiersia jest wąski, przeciętnej długości, obrzeżony. Listewka przedniej krawędzi zapiersia jest silnie wykształcona. Stopy są przysadziste, zwieńczone niezmodyfikowanymi lub nieco u nasady nabrzmiałymi pazurkami. U samca goleń jest nieuzbrojona, a pierwszy człon stopy ma kolec na spodzie.
Odwłok ma pierwszy i drugi z widocznych sternitów średnio sklepione, a piąty na tylnej krawędzi zaokrąglony u samicy i ścięty u samca. Listewka krawędziowa na tylnym brzegu pygidium samca ma pośrodku kąt. Genitalia samca mają tegmen o długich, do połowy długości rozdzielonych pośrodkowym  wcięciem płatach parameroidalnych z co najwyżej jedną krótką szczecinką makroskopową na części zesklerotyzowanej i ograniczonej do krawędzi, porośniętej mikroszczecinkami części błoniastej. Okienka są zakrzywione i oddzielone. Zrośnięte z wolnym pierścieniem, wcięte prostegium ma wyrostek środkowy i dwa ząbki wewnętrzno-boczne. W przeciętnym stopniu spłaszczony płat środkowy edeagusa (prącie) ma w widoku grzbietowym kształt lekko zakrzywiony, boki w miarę równoległe, płytkę wierzchołkową wystającą, a szczyt podgięty. Endofallus nie zawiera tępych ząbków nasadowo-bocznych, dysponuje natomiast pośrodkową grupką długich zębów oraz ząbkami wierzchołkowymi.

## Ekologia i występowanie
Zarówno larwy, jak i postacie dorosłe są fitofagami gruboszowatych. Do ich roślin pokarmowych należą rojniki, rozchodniki oraz przedstawiciele rodzaju Umbilicus.
Rodzaj palearktyczny. Dwa gatunki należą do fauny azjatyckiej, dwa do północnoafrykańskiej i dwa do europejskiej. W Europie Północnej, Wschodniej i Środkowej, w tym w Polsce stwierdzono tylko A. sedi.

## Taksonomia
Takson ten wprowadzony został w 1990 roku przez Miguela Á. Alonsa-Zarazagę na łamach „Graellsia”. Jego gatunkiem typowym autor ów wyznaczył Apion sedi, opisanego w 1818 roku przez Ernsta Friedricha Germara. Nazwa rodzajowa to połączenie greckich słów ἀείζωον (aeizoon), oznaczającego „rojnik”, oraz βίος (bios), oznaczającego „życie”, i stanowi nawiązanie do preferencji pokarmowych tych ryjkowców.
Do rodzaju zalicza się trzy opisane gatunki:
- Aizobius pseudosedi (Bajtenov, 1975)
- Aizobius robustirostris (Desbrochers des Loges, 1870)
- Aizobius sedi (Germar, 1818)